# Atelothrus metromenoides
Atelothrus metromenoides är en skalbaggsart som beskrevs av Perkins 1917. Atelothrus metromenoides ingår i släktet Atelothrus och familjen jordlöpare. Inga underarter finns listade i Catalogue of Life.